# 小行星23323
小行星23323（23323 Anand）是一颗绕太阳运转的小行星，为主小行星带小行星。该小行星于2001年1月20日发现。

## 轨道参数
小行星23323的轨道半长轴为454 976 326 km，3.0412856 UA，离心率为0.055。